# Вампум

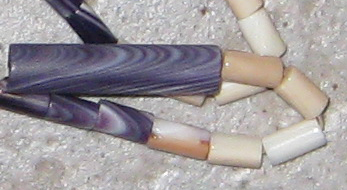
Вампум

Ва́мпум — нанизанные на шнуры цилиндрические бусины из раковин моллюсков вида Busycotypus canaliculatus, принадлежащего к семейству трубачей, служившие североамериканским индейцам для различных целей.

## Описание

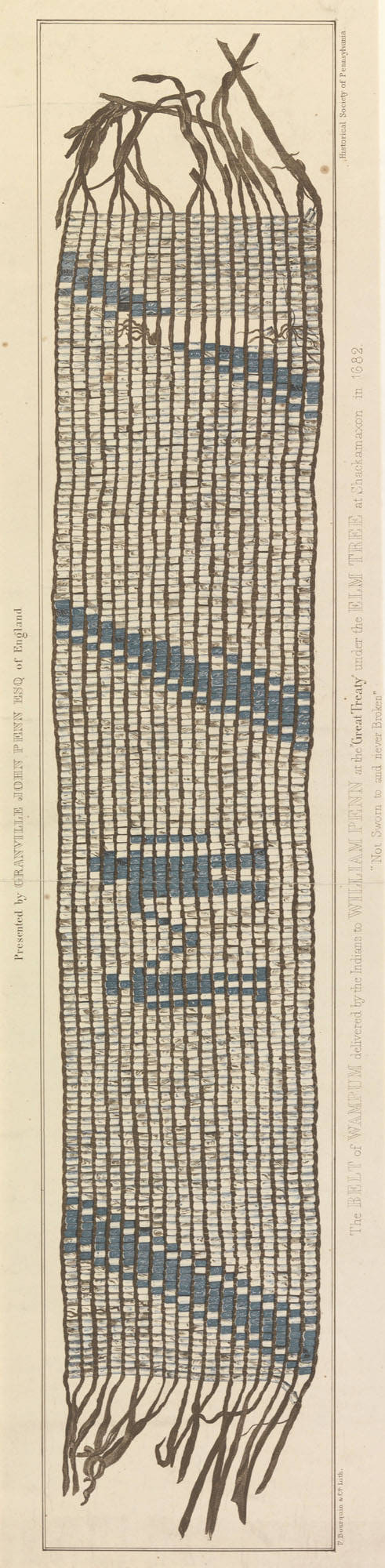
Вампум с Шакамаксонским договором У. Пенна и индейцев (1682)

Эти пояса у алгонкинов и особенно у ирокезов имели ряд особых функций: они были украшением одежды, служили валютной единицей, а главное — с их помощью передавались разные важные сообщения. Такие вампумы у ирокезских племён обычно доставляли особые гонцы — вампумоносцы. Развитие вампумовых записей, по всей вероятности, привело бы к созданию и развитию у североамериканских индейцев письма. Исключительно посредством вампумов долгое время оформлялись договоры между белыми и индейцами. Сохранился, например «записанный» Шакамаксонский договор 1682 года между Пенном с одной стороны, и представителем делаваров (Ленни-Ленапе) Таманендом — с другой. Согласно этому договору делавары уступали Пенну довольно обширную часть территории своего племени — современную Пенсильванию. На этом вампуме изображён индеец и белый, символически держащиеся за руки.
Однако вампумы служили не только для передачи сообщений и заключения договоров. Простейшими условными символами на них обозначались и наиболее важные события из истории племени. По этим «записям» старики, владеющие искусством «чтения» вампумов, знакомили новые поколения воинов с племенными традициями. Насколько важным считалось такое составление и чтение вампумов у некоторых алгонкинских и ирокезских племён североамериканского востока, лучше всего иллюстрирует тот факт, что имя легендарного Гайаваты (создателя наиболее значительного союза североамериканских индейцев — Лиги ирокезов) буквально означает «Тот, кто составляет вампумы». Вскоре после появления белых торговцев индейцы перестали делать вампумы из простых ракушек и начали широко применять стеклянные бусинки, привозимые в Америку из северной Чехии.